# المربد (سوق)
المِرْبَد أو مربد البصرة أو سوق المربد، سوق من الأسواق القديمة في البصرة. ويبعد عن مدينة البصرة ثلاثة أميال. كانت تقام فبه مبارزات في الشعر بين الفرزدق وجرير عرفت بشعر النقائض، وكان في الجاهلية -حتى عصر الخلفاء- سوقا للإبل وكانت تحبس فيه الإبل ولذلك سمي بالمربد. وأهل المدينة يطلقون على المكان الذي يجفف فيه التمر مربدا.

## تاريخيًا
كان سوق عكاظ في الجاهلية مفخرة العرب من حيث الأدب والشعر وتبادل الأخبار والصلح بين القبائل وغيرها الكثير، حتى جاء الإسلام وانشغل أهل الحجاز بأخبار الفتوح والفرائض، فلم يكن هنالك من يستقبل الشعراءوالأدباء في الحجاز، حتى إن أهل الحجاز حاولوا إزالة كل ما يتعلق بعصر الجاهلية، وكان من أبرز ذلك العصر الجاهلي هو سوق عكاظ. وكان مربد البصرة في بداية العصر الأموي عكاظ المسلمين كما يسمونه، اتجه إليه الأدباء والشعراء واللغويون. ونظرًا لموقعه الجيِّد كان مكانًا لتبادل الثقافات والشعر والبلاغة والمفاخرات الشعرية، ومجمعًا للحجاج والقوافل البرية للأقاليم الجديدة التي تم فتحها. كما كان يمد البصرة بتجارة وثقافة، مما أطال من مكانتها التاريخية.
ظل مربد البصرة مزدهرا حتى بدايات القرن الخامس الهجري. ذكره ياقوت الحموي المتوفى سنة 626 هـ، وقال إنه يبعد ثلاثة أميال عن البصرة، وكان يسرد عنه ما تبقى من آثاره وكأنه في أيامه مندثر لم يبق منه إلا آثار متبقية. وفيه يوجد قبر الزبير بن العوام.

## أبرز العلماء المترددين على المربد
- الفراهيدي
- عبد الله بن المقفع
- خالد بن صفوان
- الجاحظ
- الكندي
- أبو نواس
- جرير
- الفرزدق
- بشار بن برد
- سيبويه
- الأصمعي
- أبو عمرو بن العلاء